# Партия свободы (США, 1932)
Партия свободы была небольшой американской политической партией в 1930-х годах, чья программа была основана на экономических теориях Уильяма Хоупа Харви (1851—1936), изложенных в основном в его книге под названием «The Book». Харви стал кандидатом в президенты от партии на выборах в 1932 году. Съезд партии был проведён на его курорте Монте-Не, недалеко от Роджерса, Арканзас.
В итоге Харви занял пятое место на выборах, получив около 53 000 голосов, большинство из которых (более 30 000) поступило из штата Вашингтон, где он набрал 4,93 % от общего числа голосов.